# Paraphylax nitidisentis
Paraphylax nitidisentis är en stekelart som först beskrevs av Cameron 1911.  Paraphylax nitidisentis ingår i släktet Paraphylax och familjen brokparasitsteklar. Inga underarter finns listade i Catalogue of Life.